# NXT UK TakeOver: Blackpool II
NXT UK TakeOver: Blackpool II foi um show de wrestling profissional e evento da WWE Network produzido pela WWE para sua divisão de marca NXT UK. O evento aconteceu em 12 de janeiro de 2020 no Empress Ballroom em Blackpool, Lancashire, Inglaterra e foi transmitido ao vivo pela WWE Network. Foi o terceiro evento promovido sob a cronologia NXT UK TakeOver.
Cinco lutas foram disputadas no evento. No evento principal, Walter derrotou Joe Coffey por submissão para reter o WWE United Kingdom Championship. Em outras lutas, Gallus (Mark Coffey e Wolfgang) derrotaram Imperium (Fabian Aichner e Marcel Barthel) e Grizzled Young Veterans (Zack Gibson e James Drake) e Mark Andrews e Flash Morgan Webster em uma luta 4-way tag team de escadas para reterem o NXT UK Tag Team Championship, e Kay Lee Ray manteve o NXT UK Women's Championship ao derrotar Toni Storm e Piper Niven em uma luta triple threat.

## Produção

### Conceito
TakeOver é uma série de programas de wrestling profissional que começou em 29 de maio de 2014, quando o território de desenvolvimento da WWE, NXT, realizou sua segunda transmissão ao vivo exclusiva no WWE Network chamada TakeOver. A marca NXT UK estreou em agosto de 2018 e posteriormente adotou os especiais TakeOver de sua marca irmã, começando com o TakeOver: Blackpool em 2019. Em novembro de 2019, um terceiro NXT UK TakeOver foi anunciado para acontecer pela segunda vez em Blackpool.
No episódio de 7 de novembro do NXT UK, a luta de Mark Andrews e Flash Morgan Webster terminou em no contest após Gallus e Imperium interferirem. No episódio de 12 de dezembro do NXT UK, a luta pelos títulos de Gallus contra Marcel Barthel e Fabian Aichner da Imperium terminou em no contest após Mark Andrews, Flash Morgan Webster e Grizzled Young Veterans brigarem. Então, Johnny Saint e Sid Scala anunciaram que Gallus defenderia os títulos contra Mark Andrews e Flash Morgan Webster, Grizzled Young Veterans e Imperium no Takeover: Blackpool II em uma luta de escadas.
No episódio de 28 de novembro do NXT UK, após a luta de Piper Niven contra Jinny, Toni Storm voltou e atacou Kay Lee Ray. Então, no episódio de 5 de dezembro do NXT UK, após a luta de Toni Storm com Killer Kelly, Ray atacou Storm e Niven apareceu e ajudou, mas Storm disse que não precisava da ajuda de Niven. No episódio de 12 de dezembro do NXT UK, após a luta de Kay Lee Ray com Isla Dawn, Ray pegou o microfone e falou mal sobre Storm e Nivenm as duas então apareceram e Ray atacou as duas. Quando Ray estava saindo, Sid Scala anunciou que Ray defenderia seu título contra Storm e Niven em uma luta triple threat no Takeover: Blackpool II.

## Evento
| Função:              | Nome:              |
| -------------------- | ------------------ |
| Comentaristas        | Tom Phillips       |
| Comentaristas        | Nigel McGuinness   |
| Anunciador de ringue | Andy Shepherd      |
| Árbitros             | Joel Allen         |
| Árbitros             | Chris Sharpe       |
| Árbitros             | Chris Roberts      |
| Árbitros             | Tom Scarborough    |
| Entrevistador        | Radzi Chinyanganya |
| Painel do pré-show   | Andy Shepherd      |
| Painel do pré-show   | Tom Phillips       |
| Painel do pré-show   | William Regal      |

### Lutas preliminares
Na luta de abertura, Trent Seven enfrentou Eddie Dennis. Dennis realizou um Neck Stop Driver em Seven para vencer.
Em seguida, Kay Lee Ray defendeu o NXT UK Women's Championship contra Toni Storm e Piper Niven. Storm realizou um Frog Splash em Niven, mas Ray realizou um Superkick em Storm. Ray pinou Niven para reter o título.
Depois disso, Tyler Bate enfrentou Jordan Devlin. Bate executou uma Corkscrew Senton Bomb em Devlin para vencer.
Em seguida, Gallus (Mark Coffey e Wolfgang) defenderam o NXT UK Tag Team Championship contra Grizzled Young Veterans (Zack Gibson e James Drake), Mark Andrews e Flash Morgan Webster e Imperium (Fabian Aichner e Marcel Barthel) em uma luta de escadas. Coffey e Wolfgang recuperaram os cintos para reter o título.

### Evento principal
No evento principal, Walter defendeu o WWE United Kingdom Championship contra Joe Coffey. Walter executou um Running Front Dropkick no árbitro. Coffey executou um Powerbomb em Walter. Alexander Wolfe interferiu e aplicou um Bicycle Kick em Coffey. Ilja Dragunov apareceu e aplicou um Torpedo Moscow em Wolfe. Walter executou um clothesline em Dragunov. Walter jogou Coffey nas escadas de aço e executou uma Powerbomb no apron do ringue em Coffey. Walter executou um Short-Arm Clothesline em Coffey para uma contagem de dois. Walter realizou um Diving Splash em Coffey para outra contagem de dois. Coffey executou um Discus Clothesline em Walter que conseguiu o kick out. Walter executou um Sleeper Suplex e dois Powerbombs em Coffey. Walter forçou Coffey a se submeter a um Side Headlock para reter o título.
Após a luta, The Undisputed Era atacou Imperium. Roderick Strong executou um Jumping High Knee em Walter e Adam Cole executou um Superkick em Walter. Bobby Fish e Kyle O'Reilly realizaram um Total Elimination e Cole executou um Last Shot em Walter.

## Resultados
| Nº                                          | Resultados | Estipulações                                                           | Tempo |
| ------------------------------------------- | --- | ---------------------------------------------------------------------- | ----- |
| Dark                                        | Joseph Conners derrotou A-Kid | Luta individual                                                        | 10:17 |
| Dark                                        | Dave Mastiff derrotou Kassius Ohno | Luta individual                                                        | 6:49  |
| 1                                           | Eddie Dennis derrotou Trent Seven | Luta individual                                                        | 8:20  |
| 2                                           | Kay Lee Ray (c) derrotou Toni Storm e Piper Niven | Luta triple threat pelo NXT UK Women's Championship                    | 13:10 |
| 3                                           | Tyler Bate derrotou Jordan Devlin | Luta individual                                                        | 22:30 |
| 4                                           | Gallus (Mark Coffey e Wolfgang) (c) derrotaram Imperium (Fabian Aichner e Marcel Barthel) e Grizzled Young Veterans (Zack Gibson e James Drake), e Mark Andrews e Flash Morgan Webster | Luta fatal 4-way tag team de escadas pelo NXT UK Tag Team Championship | 25:00 |
| 5                                           | Walter (c) derrotou Joe Coffey por submissão | Luta individual pelo WWE United Kingdom Championship                   | 27:35 |
| (c) – Refere-se aos campeões antes da luta. | |                                                                        |       |